# Santa Maria del Buon Consiglio a Porta Furba
Santa Maria del Buon Consiglio a Porta Furba är en kyrkobyggnad i Rom, helgad åt Jungfru Maria och särskilt åt hennes roll som Goda rådets Moder. Kyrkan är belägen vid Via Tuscolana i quartiere Tuscolano och tillhör församlingen Santa Maria del Buon Consiglio.
Porta Furba är en båge som påve Sixtus V lät uppföra vid Via Tuscolana i anslutning till Acquedotto Felice.

## Historia
Kyrkan uppfördes i nyromanik efter ritningar av arkitekten Costantino Schneider. Kyrkan konsekrerades den 9 april 1916.
I mitten av 1950-talet företogs en omfattande om- och tillbyggnad av kyrkan, ledd av Paolo Stefani. Bland annat uppfördes ett betydligt större tvärskepp.

## Exteriören
Kyrkans tegelfasad har två våningar med en portal i vit marmor. Ovanför kyrkporten sitter en lynett med en terrakottarelief föreställande Madonnan och Barnet. Fasaden kröns av en huvudgesims med rundbågar, vilka vilar på kragstenar.

## Interiören
Absiden domineras av Carlo Marianis monumentala fresk från år 1988. Den övre delen framställer Jungfru Maria och Jesusbarnet och nedanför dem påve Paulus VI och en familj. I den nedre delen ses Johannes XXIII i mitten av kyrkolärare och påvar.